# L'inspecteur aime la bagarre
Pour plus de détails, voir Fiche technique et Distribution.
L'inspecteur aime la bagarre est un film français réalisé par Jean Devaivre, sorti en 1957.

## Synopsis
Afin de le protéger, Georges prend la place de son frère jumeau, Jacques, soupçonné d'avoir assassiné un constructeur d'avions et dérobé les plans d'un moteur révolutionnaire. Il s'emploie à compromettre l'enquête policière et l'action des trafiquants de documents qui cherchent à récupérer les plans.

## Fiche technique
- Titre : L'inspecteur aime la bagarre
- Réalisateur : Jean Devaivre
- Scénario : Gabriel Germain
- Dialogues : Pierre Apestéguy et Jean Devaivre
- Décors : Paul-Louis Boutié
- Photographie : Christian Gaveau
- Montage : Simone Dubron
- Musique : Joseph Kosma
- Son : Jacques Carrère et Robert Teisseire
- Sociétés de production : Sirius Films - Société des Films Neptune
- Pays :  France
- Genre : Policier
- Durée :  103 minutes
- Date de sortie : 
  - France : 12 juin 1957
- Affiches : Constantin Belinsky, Jacques Bonneaud, Guy-Gérard Noël (France)

## Distribution
- Louis Velle : Jacques et Georges
- Nicole Courcel : Hélène
- Paul Meurisse : inspecteur Morice
- Jean Tissier : Jules
- Roland Toutain : Gil
- Albert Dinan : Raty
- Bernard Dhéran : Barat
- Georges Demas : Victor
- Jacky Blanchot : Rey
- Jean Daurand : Paulo
- Jane Marken : Nène
- Gloria France : la passante
- Georges Bever
- Jacques Ary